# Liste de chevaux de fiction
Cet article traite des chevaux issus d'œuvres de fiction. Pour ceux des mythologies, des légendes et du folklore, voir la Liste de chevaux mythiques et légendaires
Pour un article plus général, voir Cheval dans la fiction.

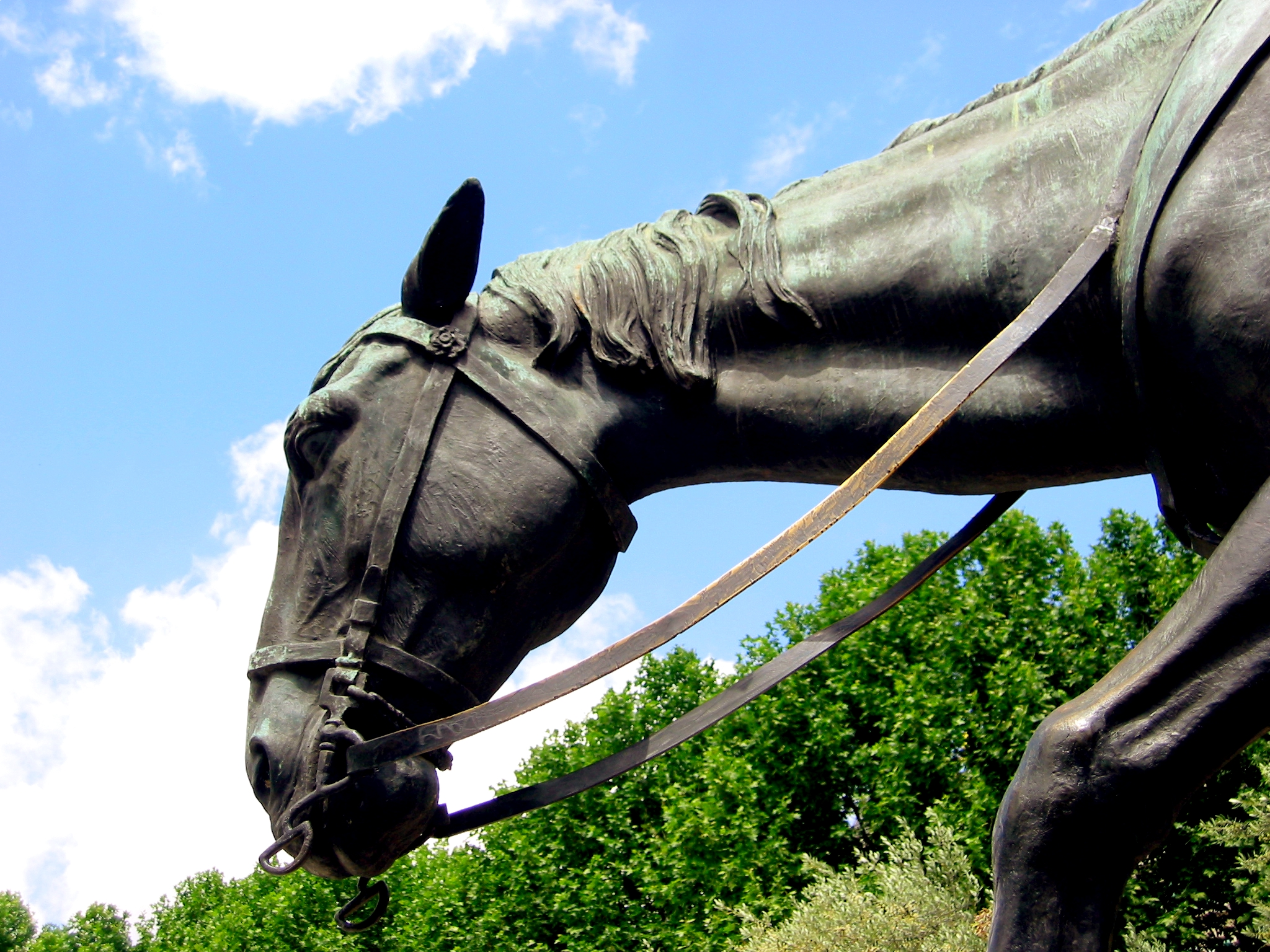
Rossinante. Détail du Monumento a Miguel de Cervantes à Madrid (L. Coullaut, 1930).

Voici une liste non exhaustive de chevaux de fiction, issus uniquement d'œuvres de la littérature, du cinéma, de la bande dessinée, des chansons ou de toute autre création artistique, que ce soit à titre de figurants ou dans un rôle majeur. Les chevaux déjà célèbres dont la vie a fait l'objet d'un film ou d'un roman ne sont pas listés ici, de même que ceux des mythes, légendes, et folklores populaires ayant fait l'objet de croyances.

## Chevaux de la littérature
| Nom                      | Œuvre d'origine                                               | Créateur               | Année de première apparition | Description |
| ------------------------ | ------------------------------------------------------------- | ---------------------- | ---------------------------- | --- |
| Agramant                 | Nez-de-Cuir, gentilhomme d'amour                              | Jean de La Varende     | 1936                         | Étalon du Perche, cheval de prédilection de « Nez-de-cuir ». |
| L'Arpenteur (Kholstomer) | Le Cheval                                                     | Léon Tolstoï           | 1885                         | Vie et mort d'un vieux hongre |
| Bigadin                  | Les annales du Disque-monde                                   | Terry Pratchett        | 1983                         | Cheval blanc monté par La Mort |
| Bree et Hwin             | Le Cheval et son écuyer                                       | C. S. Lewis            | 1954                         | Cheval et jument qui parlent dans le Monde de Narnia |
| Charlie                  | Charlie l'impossible                                          | Barbara Morgenroth     | 1979                         | Alezan caractériel qui devient un champion de concours |
| Le « cheval pie »        | Le Pays où l'on n'arrive jamais                               | André Dhôtel           | 1955                         | Animal « de romanichels » qui guide le jeune Gaspard vers sa famille d'origine |
| Ciel d'orage             | Cheval d'Orage                                                | Lauren St John         | 2012                         | |
| L'Étranger               | Le Trône de Fer                                               | George R. R. Martin    | 1996                         | Cheval noir du Limier, qui ne laisse que lui s'approcher sans mordre |
| Le Fantôme               | Le Cheval fantôme                                             | Terri Farley           | depuis 2002                  | Etalon gris argent |
| Fledge                   | Le Neveu du magicien                                          | C. S. Lewis            | 1955                         | Cheval ailé rouge |
| Gabilan                  | Le Poney rouge                                                | John Steinbeck         | 1933                         | |
| Ganga-Hala               | Mon beau cheval noir                                          | Zhang Chengzhi         | 1999                         | Cheval mongol |
| Grant Jument             | La vie très horrifique du grand Gargantua, père de Pantagruel | François Rabelais      | 1534                         | Monture gigantesque de Gargantua. Jument venue d'Afrique qui noie ses ennemis sous son urine et rase tous les arbres de la Beauce, transformant définitivement la région en plaine. |
| Gringalet                | Érec et Énide                                                 | Chrétien de Troyes     | ca. 1164                     | Cheval de Gauvain. |
| Invincible               | Arthas, l'ascension du roi-liche                              | Blizzard Entertainment | 2014                         | Le cheval du prince Arthas Menethil, puis sa monture squelettique de chevalier de la mort                                                                                           |
| Joey                     | Cheval de guerre                                              | Michael Morpurgo       | 1982                         | Un cheval de ferme se retrouve sur le front en 1914 |
| Lièvre Rouge             | Chroniques des Trois Royaumes                                 | Chen Shou              | 280-290                      | Monture de Lü Bu et Guan Yu dans le roman épique |
| Malabar, Lubie, Douce    | La Ferme des animaux                                          | George Orwell          | 1945                         | Vieux cheval de trait (également présent dans le film tiré du roman) |
| Oncle Alfred             | Fifi Brindacier                                               | Astrid Lindgren        |                              | Cheval de Fifi Brindacier |
| Peep                     | Le merveilleux cheval mongol                                  | James Aldridge         | 1974                         | Jument qui accompagne l'étalon mongol |
| Poïta                    | Le Libre Galop des pottoks                                    | Résie Pouyanne         | 1990                         | Ponette pie |
| Rolan                    | Les Hérauts de Valdemar                                       | Mercedes Lackey        | 1987                         | Compagnon (esprit humain réincarné sous la forme d'un cheval blanc) de Talia |
| Rossinante               | Don Quichotte                                                 | Miguel de Cervantes    | 1605 et 1615                 | Cheval efflanqué, sans force et sans vigueur, de Don Quichotte |
| Smoky                    | Smoky                                                         | Will James             | 1926                         | |
| Suie                     | L'Assassin royal                                              | Robin Hobb             | 2014-2017                    | La jument de Fitz Chevalerie |
| Whinney, Rapide et Grise | Les Enfants de la Terre                                       | Jean M. Auel           | depuis 1982                  | Jument et étalon d'Ayla et Jondalar, plus la petite pouliche |

### Chevaux deBlack Beauty

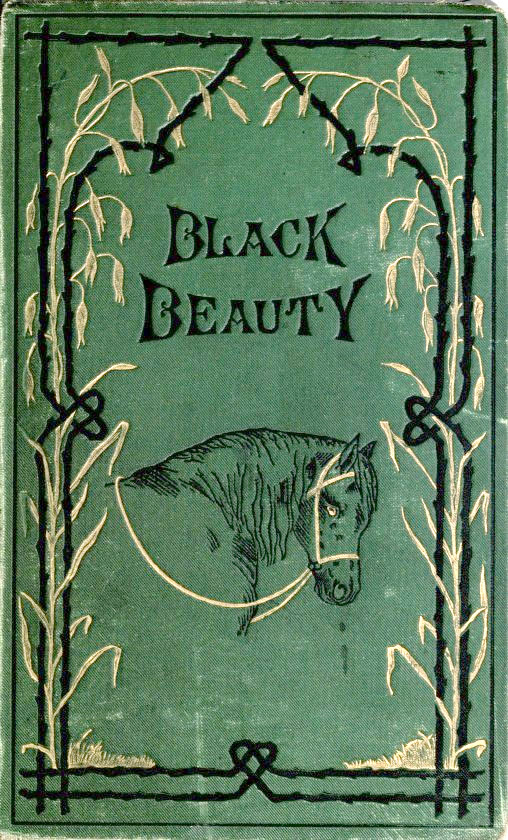
Couverture de la première édition de Black Beauty.

- Black Beauty/Black Auster/Jack/Darkie, le narrateur de l'histoire, un cheval noir
- Capitaine, un cheval réformé de l'armée
- Duchesse, la mère de Black Beauty
- Rob Roy, un beau cheval noir utilisé pour la chasse à courre
- Ginger, une jument alezane qui a l'habitude de mordre les gens
- Hotspur, un cheval de 5 ans acheté pour remplacer Capitaine
- Justice, un cheval calme et gentil que Beauty rencontre à Birtwick Park
- Lizzie, une grande jument nerveuse
- Merrylegs, un poney gris doux et gentil
- Peggy, une jument qui ne peut pas courir à la même vitesse que Black Beauty à cause de ses jambes trop courtes
- Sir Oliver, un vieux cheval dont on a coupé la queue (caudectomie)
- Rory, un cheval de travail attelé en paire avec Black Beauty/Black Auster/Jack/Darkie

### Chevaux deL'Étalon noir
- Black, l'étalon noir, cheval principal de la série, également connu sous le nom de Sheîtan (Chitane) qui signifie le Diable
- Black Pearl ou Black Minx, une pouliche noir fille de Black
- Casey, un cheval qui court contre Black et Éclipse
- Chief Express, un poulain de deux ans participant à une épreuve de trot attelé à l'hippodrome Roosevelt (en)
- Cyclone, un pur-sang qui court contre Black, dans sa première course hippique à Chicago
- Darsky, une pouliche noir fille de Black
- Evernite, une pouliche noir qui appartient à Alec
- Feu de joie, étalon trotteur bai, fils de Black
- Flamme, étalon alezan et seul rival de Black
- Le Fantôme, une jument grise appartenant à Alec, dont l'ancien propriétaire était fou
- Jina Al-Tayr, la mère de Black
- Johar, jument Pur-sang arabe grise et mère de Satan
- Napoléon, un vieux cheval de trait gris, le meilleur ami de Black
- Ninadja, une pouliche grise appartenant à Alec
- Poivre noir, une pouliche du Ranch de l'espoir qui a peur des stalles de départ
- Princesse Guy, une pouliche noire aux balzanes blanches, crack de trot attelé
- Raider, un poulain de deux ans participant à une épreuve de trot attelé à l'hippodrome Roosevelt (en)
- Redman, le cheval de Dina
- Rosie Queen, une jument alezane appartenant à Jimmy Creech, mère de Feu de Joie
- Sable Noir, l'un des nombreux poulains de Black né dans le ranch de l'Espoir, il est dressé et monté par Pam. Il meurt dans sa première course
- Satan, fils de Black
- Severnite, la sœur d'Evernite
- Silver Knight : Poulain gris, l'un des meilleurs poulains américains de deux ans dont le propriétaire est Phillip Cox. Silver Knight est l'un des plus dangereux rivaux que devra affronter Feu de Joie lors des épreuves de trot attelé.
- Sun Raider, un pur sang arabe assez sauvage qui court contre Black dans sa première course hippique à Chicago
- Symbole, un cheval noir appartenant a Jimmy Creech
- Victory Boy, un poulain de deux ans participant à une épreuve de trot attelé a l'hippodrome Roosevelt
- Volomite's Comet, une pouliche de deux ans participant à une épreuve de trot attelé à l'hippodrome Roosevelt
- Wintertime, un poulain de trois ans qui arrive deuxième après Black Pearl dans le derby du Kentucky
- Ziyadah, étalon Pur-sang arabe alezan et père de Black

### Chevaux deL'Héritage
- Birka, l'un des chevaux de Garrow
- Brugh, l'un des chevaux de Garrow
- Cadoc, premier cheval d'Eragon
- Feu-de-neige, cheval blanc de Brom, puis après sa mort celui d'Eragon
- Folkvir, cheval d'Eragon à Ellesméra
- Tornac, cheval de Murtagh

### Chevaux deL'Homme qui murmurait à l'oreille des chevaux
- Gulliver, cheval de Judith
- Pilgrim, cheval (alezan dans le film et noir dans le roman) de Grace

### Chevaux deMon amie Flicka
- Banner, le père de Flicka, étalon chef de couleur alezane
- Flicka, la jument alezane du roman homonyme et du film Mon amie Flicka
- L'Albinos, étalon sauvage, père de Rocket
- Rocket, la jument noire "dingo" mère de Flicka
- Thunderhead, l'étalon blanc fils de Flicka

### Chevaux de laTerre du MilieudeJ. R. R. Tolkien
- Arod, le cheval donné à Aragorn
- Arroch, le cheval de Húrin, roi de Dor-lómin
- Asfaloth, le cheval de Glorfindel
- Bill, le poney accompagnant Frodon et Sam
- Felaróf, le cheval d'Eorl le Jeune
- Gripoil, le cheval de Gandalf
- Gros Balourd, le poney de Tom Bombadil
- Hasufel, le cheval donné à Legolas
- Nahar, le cheval du vala Oromë
- Nivacrin, le cheval du roi Théoden
- Piedléger, le cheval d'Éomer
- Rochallor, le cheval de Fingolfin
- Stybba, un poney prêté à Meriadoc Brandebouc par Théoden
- Windfola, le cheval de Dernhelm

## Chevaux de bandes dessinées

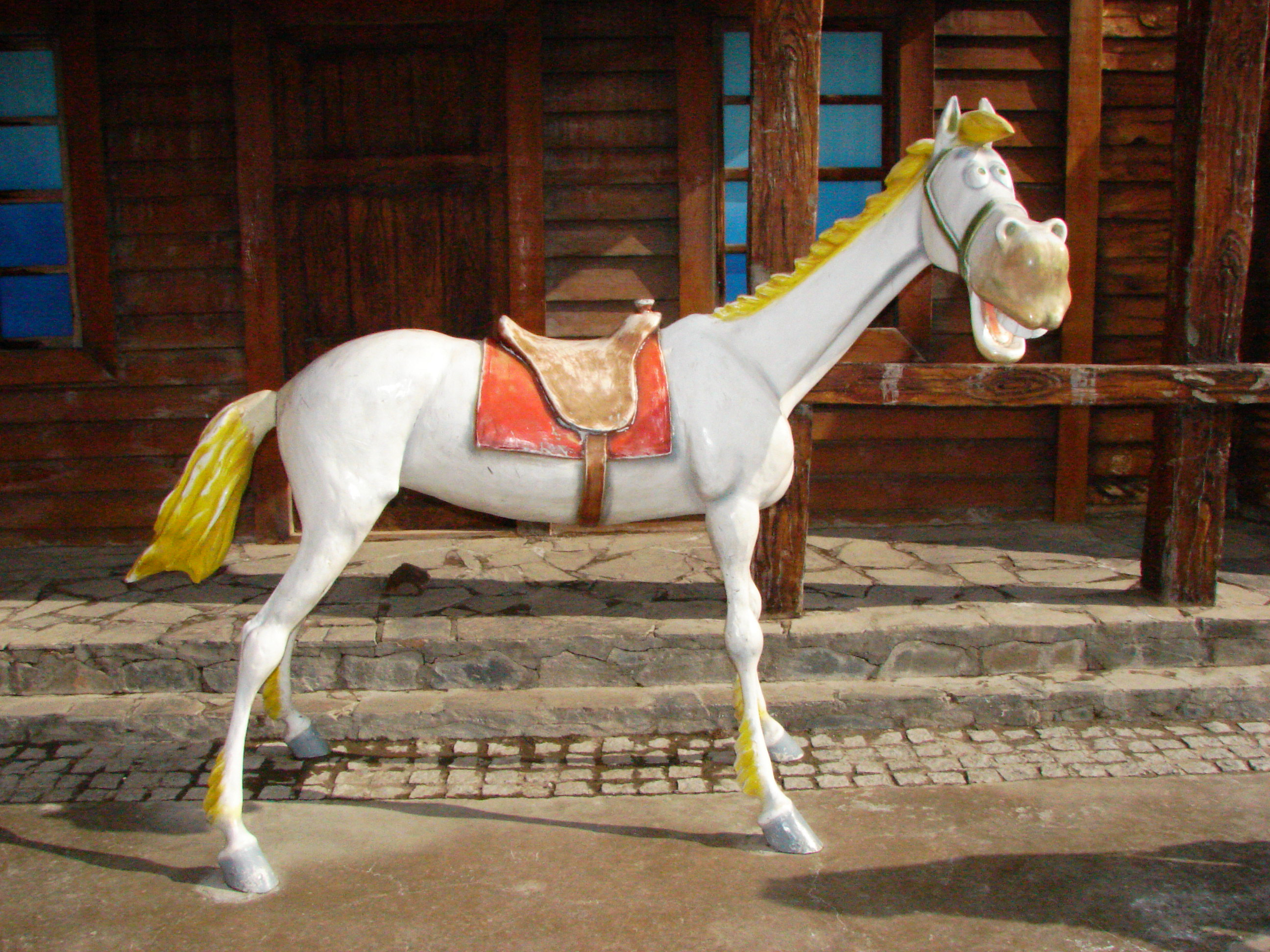
Statue de Jolly Jumper dans un parc d'attractions d'Ankara en Turquie.

- Arabesque, le cheval du caporal Blutch dans les Tuniques bleues
- Bayard, le cheval blanc de Johan dans Johan et Pirlouit
- Cheddar Soup, dans Galope comme le vent
- Fellow, le cheval de Buddy Longway
- Frère Cheval, le pur-sang que s'approprie Oumpah-pah
- Furia, le cheval d'Aria
- Héros, cheval blanc du Fantôme du Bengale
- Horace, cheval de l'Ouest
- Hortense, le cheval de Balthazar Picsou dans La Jeunesse de Picsou, nommé d'après sa sœur
- Jolly Jumper, le cheval de Lucky Luke
- Kokuo, grand cheval noir de Raoh puis Kenshiro dans le manga Hokuto no Ken
- Marcel, le cheval de Zig et Puce
- Mascotte, Blanche-Neige, Chocolat, Zizou, Grisette, Gabelou, Pâquerette, Pastis, Miro, Ramsès et Winston dans Triple Galop
- Océan de Camomille et les chevaux
- Palomino, le cheval de Red dust dans Comanche
- Pataclop dans Zoé et Pataclop
- Petit Tonnerre, le poney de Yakari
- Ruby, le cheval de Jerry Spring
- Unico, petite licorne bleue à la crinière rouge dans la série manga et le film éponymes d'Osamu Tezuka

## Chevaux de films et de séries télévisées
- Aldebaran, Antarès, Altair et Rigel, les chevaux de Ben-Hur
- Argo, la jument de Xena, la guerrière
- Arod, le cheval d'Aragorn dans Le seigneur des Anneaux
- Artax, cheval d'Atreyu dans l'Histoire sans Fin
- Azufel, cheval de Legolas dans Le Seigneur des Anneaux
- Blue Jeans, le cheval de Miley Stewart dans Hannah Montana, le film et dans la série de 2006.
- Bucéphale, dans Les Aventures du Baron Munchausen
- Chestnut, (Casse-noisette en VF) le cheval de Caroline Wesbox Channing dans 2 Broke Girls
- Cisco, monture du lieutenant nordiste John Dunbar dans Danse avec les loups
- Concorde, monture de Sir Lancelot dans Sacré Graal !
- Crackers, dans Moondance Alexander
- Crin-Blanc, le camarguais du film homonyme
- Crin d'or, fidèle monture de Fantaghirò dans La Caverne de la Rose d'Or
- Goliath, cheval noir dans Ladyhawke
- Gris Poil, cheval de Gandalf le Blanc dans le Seigneur des Anneaux
- Hidalgo, le cheval de Frank T. Hopkins dans le film de Joe Johnston
- Joe brown, le cheval de Luke Matton dans le film Renegade
- Joey, cheval principal du roman War Horse de Michael Morpurgo et du film du même nom de Steven Spielberg
- Monsieur Ed, le cheval qui parle dans la série télévisée
- Poly, le poney shetland dans la série télévisée homonyme et les romans jeunesse par Cécile Aubry
- Ringo, cheval de Josh Randall dans la série Au Nom De La Loi
- Rupert, cheval doué de parole de Merlin dans le téléfilm éponyme de Steve Barron
- Silver, le cheval du Lone Ranger
- Tír na nÓg, le cheval blanc du film Le Cheval venu de la mer
- Topthorn, compagnon d'infortune de Joey dans le roman War Horse de Michael Morpurgo
- Tornado, le cheval de Zorro
- Trigger, le cheval de Roy Rogers
- Ulysse, le vieux cheval qui doit être livré à un picador des arènes de Nîmes dans le film Heureux qui comme Ulysse
- Spartan, le cheval noir de Amy Fleming  dans la série Heartland
- Raven, le cheval noir de Amy dans Zoe et Raven

## Chevaux de l'animation
- Achille, cheval du capitaine Phoebus dans Le Bossu de Notre-Dame
- Altivo, cheval de guerre de Cortez dans La Route d'Eldorado
- Dakota, monture de Calamity Jane dans la série d'animation homonyme
- Duncan, aussi connu sous le nom de Furious D, dans Les Simpson
- Flamboyant, l'étalon magique dans Le Cheval de feu
- Fougor, monture de She-Ra
- Frou-Frou, une jument dans Les Aristochats
- Horace Horsecollar, fiancé de la vache Clarabelle dans l’univers de Mickey Mouse
- Hélios, le jeune homme qui prend la forme de Pégase (avec une corne et une crinière bleue) dans Sailor Moon
- Ivanhoé, le cheval blanc d'Actarus dans Goldorak
- Khan, le cheval noir de Mulan
- Lasty, dans Futurama
- Magic, poney bleu capable de voler dans Magie bleue d'Osamu Tezuka
- Maximus, cheval blanc du capitaine puis il devient l'ami de Raiponce, dans Raiponce de Disney
- Les poneys de My Little Pony (ou Mon petit poney), séries de films télévisés et longs métrages
- Pégase, le cheval ailé dans le film Hercule et la série télévisée de Walt Disney
- Philibert, le cheval qui accompagne Belle dans La Belle et la Bête
- Princesse, le poney de Lisa Simpson
- Spirit et Rivière, dans le film Spirit, l'étalon des plaines
- Sunstar, Moondance et Ombre chantante, trois licornes (dont une avec des ailes et une avec des zébrures) de la série d'animation Princesse Starla et les Joyaux magiques
- Tagada (Starlite en VO), le cheval blanc à la crinière arc-en-ciel de Blondine dans Blondine au pays de l'arc-en-ciel
- Tonnerre, cheval de Conan le barbare dans Conan l'Aventurier
- Trente/Trente (Thirty/Thirty en VO), le cheval capable de devenir humanoïde de BraveStarr
- Widowmaker, monture de Pecos Bill

## Chevaux de chansons
- Stewball (à l'origine : Skewball), cheval de course blanc du XVIIIe siècle, chanté en anglais[1] par Woody Guthrie, Peter, Paul and Mary, Joan Baez, etc. et en français par Hugues Aufray ;
- Le petit cheval du poème de Paul Fort (Complainte du petit cheval blanc), mis en musique et chanté par Georges Brassens ;
- Le Cheval gris, chanson de Henri Dès.

## Chevaux de jeux vidéo
- Ablette (ou Roach), la jument de Geralt de Riv dans la série de jeux vidéo The Witcher
- Agro, cheval noir de Shadow of the Colossus
- Campione, la jument d’Ezio Auditore dans le roman tiré du jeu homonyme Assassin's Creed : Brotherhood d'Oliver Bowden
- Crindombre est le cheval que l'on peut obtenir en faisant les quêtes de la Confrérie Noire dans The Elder Scrolls V: Skyrim
- Le Comte, cheval de Dutch dans Red Dead Redemption II
- Despair, cheval de Death dans Darksider II
- Durillon, le cheval d'Ellie et de Joel dans The Last of Us
- Épona, la jument de Link, dans la série des jeux vidéo The Legend of Zelda
- Lièvre Rouge, dans la série de jeux vidéo Dynasty Warriors
- Paillette, la jument d'Ellie et Dina dans The Last of Us Part II
- Phobos, le cheval du Misthios dans Assassin's Creed Odyssey
- Ponyta, Galopa , Keldeo et Bourrinos , quatre Pokémon
- Ruine, le cheval de War dans Darksiders
- Invincible, le cheval d'Arthas dans Warcraft 3 et World of Warcraft.

### Jouets
- Licornes, pégases et poneys multicolores de la série de jouets Mon petit poney